# Lelio Sozzini
Lelio Sozzini, italijanski humanist in reformator, * 29. januar 1525, Siena, † 4. maj 1562.